# Le Passage (film)
Pour les articles homonymes, voir Le Passage.
Pour plus de détails, voir Fiche technique et Distribution.
Le Passage est un film français réalisé par René Manzor et sorti en 1986. Il s'agit du premier long métrage du réalisateur.

## Synopsis
Jean Diaz, célèbre créateur de dessins animés désillusionné, vit seul avec son fils David depuis que sa femme s'est séparée de lui. Jean est connu pour ses prises de position très médiatisées contre la violence omniprésente et s'est professionnellement retiré depuis plusieurs années. Cela lui a valu d'attirer l'attention de la Mort en personne qui l'observe depuis ce qui est supposément l'autre monde, dans son repaire informatisé lui permettant d'administrer arbitrairement la fatalité.
Un jour, Jean est victime avec David d'un accident de voiture mortel provoqué par la Grande Faucheuse. Le père meurt sur la table d'opération de l’hôpital tandis que le fils tombe dans le coma. Afin de le sauver, Jean doit signer un pacte avec la Mort qui se présente à lui : à sa demande il va devoir achever un film d'animation violent qu'il avait commencé il y a des années. En échange, David sera ramené à la vie.
Après avoir accepté au prix de l'une de ses mains et s'être mis à la tâche, le réalisateur comprend peu à peu les véritables motivations de la Mort : anéantir l'humanité en se servant de son propre film. Jean va alors tout tenter pour déjouer ses plans ainsi que sauver sa propre vie et celle de son fils, qui est conscient (au désespoir de sa mère incrédule) que son père est prisonnier quelque part.
En même temps que Jean s'échappe de son repaire et découvre le passage (entre la vie et la mort), la Grande Faucheuse pour le soumettre rompt le pacte en enlevant David au nez et à la barbe de sa mère et le ramène avec elle, dans le but de le sacrifier au programme de destruction de l'humanité imaginé par son père et appliqué par la Faucheuse à l'aide de ses ordinateurs. Jean comprend alors que le seul moyen de sauver son fils est de mettre fin au programme en terrassant la Mort : il lui coupe à son tour la main avec sa propre faux (ce qui lui fait récupérer la sienne), désamorce le programme en détruisant ses installations et sauve ainsi son fils, qu'il rejoint grâce au passage. La Faucheuse assiste, impuissante, à leurs retrouvailles au bord d'une plage dans le monde des Humains.
Le film se termine sur une phrase hors-champ de Jean, « Si tu penses à moi aussi fort que je pense à toi, alors c'est sûr David, on se retrouvera ».

## Fiche technique
Sauf indication contraire, les informations mentionnées dans cette section peuvent être confirmées par la base de données cinématographiques Unifrance,  présente dans la section « Liens externes ».
- Titre original : Le Passage
- Réalisation et scénario : René Manzor
- Musique : Jean-Félix Lalanne
- Décors : Emmanuel de Chauvigny
- Costumes : Jean-Daniel Vuillermoz
- Photographie : André Diot
- Son : Jean-Paul Mugel
- Montage : Roland Baubeau
- Production : Alain Delon et Francis Lalanne
- Société de production : Adel Productions, en coproduction avec L.M. Productions[2]
- Sociétés de distribution : UGC Distribution (France) ; Cinéma Plus Distribution (Québec)[3], Sadfi Films (Suisse romande)
- Budget : 19 millions Fr[4]
- Pays de production :  France
- Langue originale : français
- Format : couleur - 1,85:1 - 35 mm - son mono
- Genre : drame fantastique
- Durée : 83 minutes
- Dates de sortie :
  - France : 3 décembre 1986
  - Suisse romande : 9 décembre 1986
  - Québec : 13 mai 1987[3]

## Distribution
- Alain Delon : Jean Diaz
- Christine Boisson : Catherine Diaz
- Alain Musy : David Diaz
- Jean-Luc Moreau : Patrick
- Alberto Lomeo : le chirurgien
- Jean-Pierre Levasseur : l'anesthésiste
- Marie Marcos : une infirmière
- Sylvie Monier : une infirmière
- Salvatore Nicosia : l'assistant-chirurgien
- Daniel Emilfork : La Mort (non crédité)
- René Manzor : le journaliste de la télévision
- Arièle Semenoff : la maîtresse d'école

## Production

### Développement
En 1978 ou 1979, à 19 ans, René Manzor écrit le scénario, et aucun producteur ne le veut parce que c'est « trop ambitieux, trop cher » et qu'« en France, les films fantastiques, cela ne fait pas ». En 1984, il rencontre Alain Delon qui a lu le scénario : il souhaite produire le film et tenir le rôle.

« Au départ, j’avais pensé à lui [Alain Delon] pour le rôle du père. Mais cela me semblait un rêve fou. Mon frère, Francis Lalanne, a rencontré les hommes de confiance d’Alain qui ont beaucoup aimé l’histoire. Ils en ont parlé à Delon en lui disant qu’il devrait le produire. Et Delon a dit : « Mais c’est un rôle pour moi. ». »

— René Manzor

### Attribution des rôles
Alain Delon, lui-même, a choisi Alain Musy, fils de René Manzor, pour le rôle de David.

### Musique
La musique du film est composée par Jean-Félix Lalanne, frère du réalisateur René Manzor. La chanson On se retrouvera, interprétée par leur frère Francis Lalanne, atteindra la première place du Top 50 en février 1987.
Liste des titres
1. Recherche d'un nouveau compagnon - 2:15
2. P'tit Samouraï - 0:50
3. Regrets - 0:30
4. Le trésor du grenier - 1:13
5. Les larmes du clown - 1:15
6. Testament d'un vieux fou - 0:40
7. Prière pour une âme errante - 8:02
8. Le masque de l'oubli - 1:52
9. Basse surveillance - 2:00
10. Révolte - 0:46
11. La mort du temps - 2:42
12. La régie du destin - 2:30
13. Déluge de sang - 3:12
14. La vie éternelle - 2:12
15. On se retrouvera - 2:40 (interprété par Francis Lalanne)

## Accueil

### Accueil critique
Le Figaro résume que « Le Passage est un de ces films-coup de cœur, films-coups de dé où Alain Delon aime à remettre en jeu son image de star. ».
Jacques Siclier du journal Le Monde applaudit à René Manzor qui « a puisé au fantastique des vieilles légendes où la Grande Faucheuse désespère les humains. Son scénario cherche à s'élever jusqu'à un débat métaphysique moderne » et à Alain Delon qui, dans le film, « s'est totalement impliqué. Peu convaincant lorsqu'il sème quelques idées à sa façon, Delon, acteur formidable, joue magnifiquement la souffrance charnelle et sentimentale d'un homme qui serait lié à son fils par un cordon ombilical jamais coupé. ».
Jean-Michel Frodon du magazine Le Point, visiblement, n'a pas aimé le film : « Scénario pétrifiant de bêtise, mise en scène caramélisée d'infantilisme, c'était à craindre. Mais que Delon acteur soit aussi mauvais, c'est une surprise. Insuffisante pour rester éveillé jusqu'à la fin. »
Georges Charensol de L'Événement du jeudi souligne que « le spectacle de ces longs doigts décharnés frappant des claviers provoque le rire au lieu de la terreur. Dans une nouvelle tentative pour se renouveler, Delon nous inspire-t-il plus d'estime que d'admiration. »
Le magazine VSD ne cache pas son avis : « Pourquoi pas ! mais gare au décor ! gare au mélo familial ! gare à la morale et aux symboles ! Delon a raison de quitter ses rôle un peu stéréotypés, mais encore faut-il prendre une bonne direction ? On se demande comment il a pu se laisser piéger par un tel bazar infantile. »
En 2024, selon Richard Tribouilloy, chroniqueur pour le site web spécialisé Nanarland sous le pseudonyme de « Rico », interrogé par BFMTV : « René Manzor n'est pas un mauvais réalisateur, mais c'est un film victime de son kitsch et de sa naïveté. Si Le Passage est un film sincère, absolument pas cynique, le résultat final est assez rude à voir. Tout est très surjoué et la musique de Jean-Félix Lalanne a beaucoup fait pour nanardiser le film qui a un côté mélo premier degré. C'est un film très étrange avec une folie visuelle. ».

### Box office
Pour sa première semaine d'exploitation, Le Passage attire 105 755 spectateurs dans 34 salles à Paris. Au total, il engrange 1 998 983 entrées.